# Trofeo de Campeones de la Liga Profesional de Fútbol
El Trofeo de Campeones de la Liga Profesional del Fútbol Argentino, llamado simplemente Trofeo de Campeones, es una copa nacional organizada por la Asociación del Fútbol Argentino a través de la Liga Profesional, que enfrenta a los dos campeones del Torneo Apertura y Clausura de la Primera División de Argentina de la temporada en curso. Hasta 2024, enfrentaba al ganador del Campeonato de Primera División y al de la Copa de la Liga Profesional. En caso de que un mismo club haya conquistado estas dos competiciones, se enfrentará con el ganador de un partido clasificatorio, de carácter semifinal, entre los subcampeones de ambos concursos.
A partir de la edición de 2022, el campeón clasifica a la Supercopa Internacional contra el club que ocupe el primer lugar de la tabla general de la temporada (sumatoria de los puntos obtenidos en la fase de zonas de los torneos Apertura y Clausura del Campeonato de Primera División). En caso de que un mismo equipo cumpla ambos criterios, su rival será el segundo ubicado de esta última. Esta competencia es similar al Trofeo de Campeones de la Superliga Argentina, que organizó la Superliga Profesional del Fútbol Argentino hasta 2019.

## Historia
La Asociación del Fútbol Argentino confirmó, en octubre de 2022, que en 2023 se disputaría la edición 2020, dado que el Trofeo de Campeones 2020, organizado por la Superliga Argentina de Fútbol, fue cancelado por la pandemia de covid-19. La deben disputar: Boca Juniors, campeón de la Superliga Argentina 2019-20 y de la Copa de la Liga 2020, y River Plate, que accedió a la final al derrotar a Banfield en un partido clasificatorio que disputaron por ser los respectivos subcampeones de esos dos torneos, tal como prevé el reglamento cuando un mismo equipo se consagra campeón de ambas competencias.
La segunda edición se disputó en 2021, en una final que enfrentó a Colón, campeón de la Copa de la Liga 2021, con el campeón de la Liga Profesional 2021: River Plate. Se jugó el sábado 18 de diciembre de 2021, en el estadio Único Madre de Ciudades, de Santiago del Estero, y fue ganada por River Plate por 4 a 0.
La tercera edición se jugó el 6 de noviembre de 2022, en el estadio Único La Pedrera, en un encuentro que enfrentó a Boca Juniors, campeón de la Liga Profesional y de la Copa de la Liga Profesional 2022, y Racing Club, que accedió a la final al derrotar a Tigre 3 a 2, en un partido clasificatorio de carácter semifinal que se disputó porque estos equipos fueron, respectivamente, los subcampeones de ambas competencias. La final fue ganada por Racing Club, que derrotó a Boca Juniors por 2 a 1, resultado final del partido que fue terminado antes del tiempo suplementario reglamentario al quedar el equipo perdedor con menos de siete jugadores, tras sucesivas expulsiones.
En 2023, se desarrolló la cuarta edición entre River Plate, campeón de la Liga Profesional 2023, y Rosario Central, quien accedió al cotejo decisivo al obtener la Copa de la Liga Profesional 2023. River logró el título tras ganar 2 a 0 en el Estadio Único Madre de Ciudades de Santiago del Estero.
La quinta edición fue disputada entre Vélez Sarsfield, campeón de la Liga Profesional 2024, y Estudiantes de La Plata, campeón de la Copa de la Liga Profesional 2024, y Estudiantes obtuvo el trofeo tras imponerse por 3 a 0 en el Estadio Único Madre de Ciudades.

## Ediciones
| Edición | Campeón                | Resultado     | Finalista               | Sede del partido                                     |
| ------- | ---------------------- | ------------- | ----------------------- | ---------------------------------------------------- |
| 2021    | River Plate (PD)       | 4 - 0         | Colón (CLP)             | Estadio Único Madre de Ciudades, Santiago del Estero |
| 2022    | Racing Club (SC)       | 2 - 1 (t. s.) | Boca Juniors (PD) (CLP) | Estadio Único La Pedrera, Villa Mercedes             |
| 2023    | River Plate (PD)       | 2 - 0         | Rosario Central (CLP)   | Estadio Único Madre de Ciudades, Santiago del Estero |
| 2024    | Estudiantes (LP) (CLP) | 3 - 0         | Vélez Sarsfield (PD)    | Estadio Único Madre de Ciudades, Santiago del Estero |

(PD): Campeón de la Primera División.
(CLP): Campeón de la Copa de la Liga Profesional.
(SC): Subcampeón de la Primera División.

## Palmarés
| Equipo           | Títulos | Finalista | Ediciones campeón |
| ---------------- | ------- | --------- | ----------------- |
| River Plate      | 2       | -         | 2021, 2023        |
| Racing Club      | 1       | -         | 2022              |
| Estudiantes (LP) | 1       | -         | 2024              |
| Boca Juniors     | -       | 1         | -                 |
| Colón            | -       | 1         | -                 |
| Rosario Central  | -       | 1         | -                 |
| Vélez Sarsfield  | -       | 1         | -                 |